# Arnold Mvuemba
Arnold Mvuemba Makengo (Alençon, Francia, 28 de enero de 1985) es un jugador de fútbol francés nacionalizado congoleño que juega para el KSV Roeselare de la Segunda División de Bélgica. Ocupa la demarcación de mediocentro.

## Carrera
Desde 2003 jugó en el Rennes, en verano de 2007 fue cedido al Portsmouth FC, para ser adquirido por este club en invierno de 2007, fichando por el Olympique Lyonnais el 4 de septiembre de 2012, 4 años de contrato y 3 millones de euros desembolsados.

## Selección nacional
Ha sido internacional con la selección de fútbol sub-21 de Francia. En categoría absoluta decidió representar a la República Democrática del Congo.

## Clubes
| Club               | País       | Año       |
| ------------------ | ---------- | --------- |
| Stade Rennes       | Francia    | 2003-2007 |
| Portsmouth FC      | Inglaterra | 2007-2009 |
| FC Lorient         | Francia    | 2009-2012 |
| Olympique Lyonnais | Francia    | 2012-2016 |
| FC Lorient         | Francia    | 2016-2018 |
| Umm-Salal SC       | Catar      | 2018-2019 |
| KSV Roeselare      | Bélgica    | 2019-     |

## Palmarés

### Campeonatos nacionales
| Título           | Club          | País       | Año  |
| ---------------- | ------------- | ---------- | ---- |
| Copa Gambardella | Stade Rennes  | Francia    | 2003 |
| FA Cup           | Portsmouth FC | Inglaterra | 2008 |